# Pobiedna (Basse-Silésie)
Pour les articles homonymes, voir Pobiedna.
Pobiedna (en allemand : Wigandsthal) est une localité polonaise de la gmina de Leśna, située dans le powiat de Lubań en voïvodie de Basse-Silésie.

## Géographie

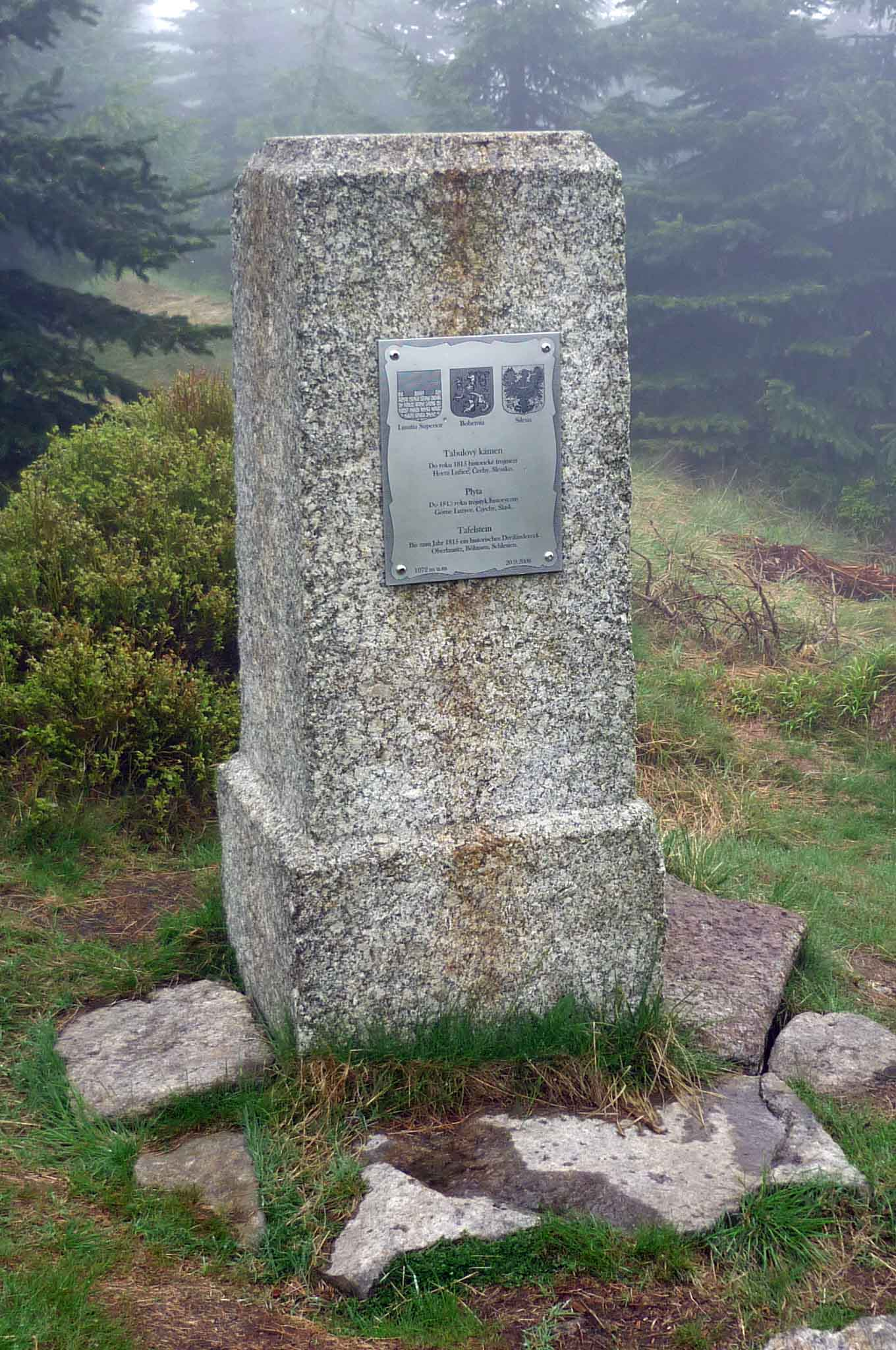
Monument marquant le tripoint Haute-Lusace/Bohême/Basse-Silésie.

Situé au pied nord des monts de la Jizera, le village fait partie de la région historique de Haute-Lusace, juste à la frontière sud-est avec la Bohême et avec la Silésie (Basse-Silésie). Le tripoint historique, de 1742 à 1815 la frontière entre la Saxe, l'Autriche et la Prusse, se trouve sur la pente de la montagne Smrk (1 124 m) au-dessus du village ; une pierre commémorative marque l'emplacement. Aujourd'hui, le massif se trouve sur la frontière entre la Pologne et la Tchéquie.
Les communes limitrophes sont Nové Město pod Smrkem au sud-ouest et Świeradów-Zdrój au sud-est.

## Histoire
Vers la fin du Moyen Âge les domaines au nord des monts de la Jizera appartenaient à la seigneurie de Świecie (Schwerta) dans le sud-est de la Haute-Lusace, l'un des pays de la couronne de Bohême dès 1348.
Durant la guerre de Trente Ans, par la paix de Prague en 1635, l'empereur Ferdinand II donna le fief à l'électorat de Saxe. Cela a conduit par la suite à l'arrivée de nombreux réfugiés protestants venant des régions avoisinantes de la monarchie de Habsbourg, notamment de Nové Město en Bohême. À partir de 1638, la seigneurie fut la propriété de la noble famille des Gersdorff. En 1667 l'électeur Jean-Georges II de Saxe octroya des privilèges communaux, y compris le droit minier, aux citoyens. Néanmoins, la reprise souhaitée de l'économie ne se produisit pas.

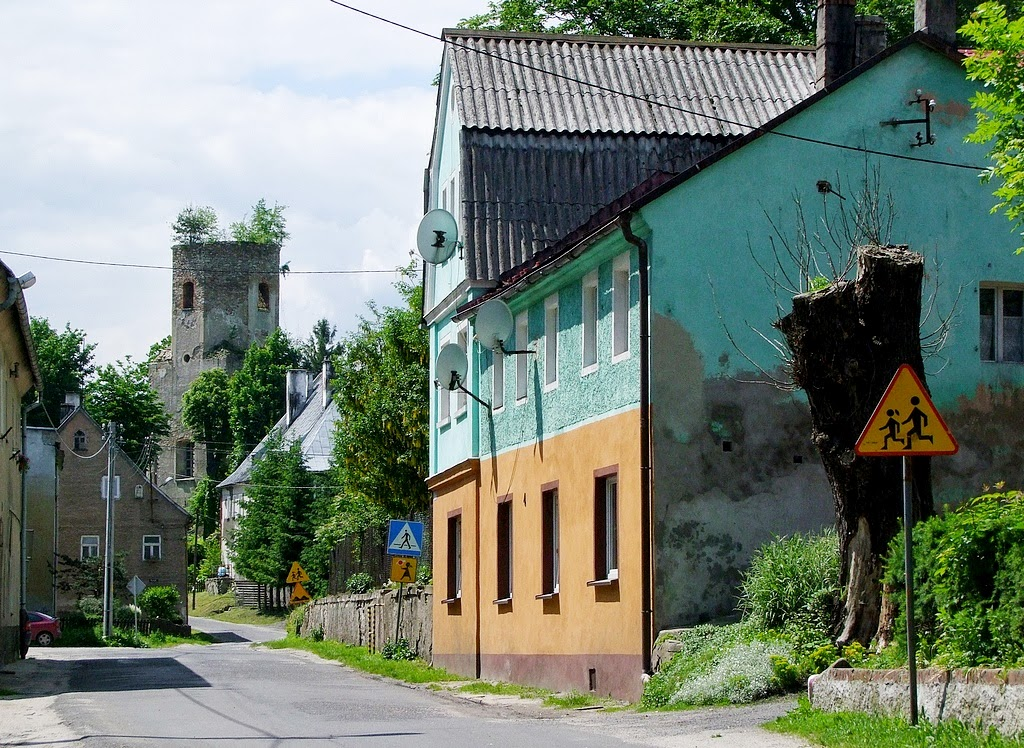
La ruine de l'ancienne église protestante.

Vers 1768, le seigneur  Adolf Traugott von Gersdorf (1744-1807) fit construire le château baroque de Meffersdorf. À la suite des guerres napoléoniennes, par résolution du congrès de Vienne en 1815, la seigneurie fut incorporée dans l'arrondissement de Lauban dans le district de Liegnitz au sein de la Silésie prussienne. Les domaines ont été acquis par le landgrave Victor-Amédée de Hesse-Rheinfels-Rotenbourg en 1823. En dernier lieu, ils se trouvent en possession de la maison de Hohenlohe.
Après la Seconde Guerre mondiale, en 1945, la région fut rattachée à la république de Pologne et les habitants allemands furent expulsés.